# Петуховка (Новосибирская область)
Петуховка — посёлок в Тогучинском районе Новосибирской области. Входит в состав Шахтинского сельсовета.

## География
Площадь посёлка — 88 гектаров.

## Население
| 2002 | 2007 | 2010 |
| ---- | ---- | ---- |
| 100  | ↘95  | ↘79  |

## Инфраструктура
В посёлке по данным на 2007 год отсутствует социальная инфраструктура.